# Ricardo Felício
Ricardo Augusto Felicio (São Paulo, 27 de maio de 1970) é um professor de geografia, meteorologista e político brasileiro. Foi professor e pesquisador no Departamento de Geografia da Faculdade de Filosofia, Letras e Ciências Humanas da Universidade de São Paulo (desligado em 2023) e reconhecido negacionista do aquecimento global no Brasil.
Felício contesta o aquecimento global e por isso é considerado um negacionista climático. Ele também participa ativamente de eventos patrocinados por empresas e associações de ruralistas.

## Biografia

### Formação
Ricardo Augusto Felicio é natural de São Paulo, nascido em 27 de maio de 1970. Graduado em Ciências Atmosféricas na área de Meteorologia pela Universidade de São Paulo em 1998, em 2003 adquiriu o seu título de mestre em Meteorologia pelo Instituto Nacional de Pesquisas Espaciais, e em 2007 obteve o seu doutorado em Geografia, na área de Geografia física, pela Universidade de São Paulo. Foi professor da Universidade de São Paulo, lotado no Departamento de Geografia.

### Atuação profissional
Felicio tem participado regularmente de simpósios, palestras e exposições em geral pelo país, além de regularmente dar entrevistas na mídia, em que apresenta os seus posicionamentos em torno das mudanças climáticas. Nesse sentido, tem promovido discussões voltadas ao questionamento crítico da ciência das mudanças climáticas. Mantém com colegas céticos dois websites, o FakeClimate e o Mudanças Climáticas, em que procuram apresentar os seus pontos de vista sobre o tema.

### Candidatura à Câmara
Em abril de 2018, filiou-se ao Partido Social Liberal (PSL) e comunicou nas suas redes sociais a sua pré-candidatura a uma vaga na Câmara dos Deputados do Brasil. Em agosto daquele ano, registrou oficialmente a sua candidatura a deputado federal representando o estado de São Paulo. Não foi eleito, recebendo apenas 11.163 votos (0,05% do total de votos válidos em São Paulo).

## Posicionamentos

Medição da temperatura média global de 1850 até 2021

Em seu trabalho na área de climatologia, bem como em suas declarações a mídia, tem buscado contestar a existência do aquecimento global e as inferências subjacentes. Segundo ele, historicamente no planeta houve períodos cíclicos quentes e frios, e que hoje se vive em um período interglacial quente. Porém, ameno, pois, segundo alega, houve períodos em que a temperatura global chegou a 10 °C acima da média atual e não chegou a representar ameaça a humanidade. Ainda nesse raciocínio, afirma que no último século os anos mais quentes transcorreram nas décadas de 1930 e 1940, e no fim do século XX a temperatura ficou abaixo desses auges. Por fim, considera que hoje a Terra está a entrar em uma fase do ciclo climático em que as temperaturas médias serão mais baixas.
Conforme Felicio, "dizer que os seres humanos conseguem mudar o clima do planeta continua a ser um enorme embuste, só sendo possível de ser provado nos modelos falaciosos de computador que só sabem simular o falso ‘efeito estufa´ e não os reais controladores do clima terrestre. Culpar o homem por qualquer coisa que aconteça no tempo e clima terrestres virou obsessão.
Questionado sobre a realização Conferência das Nações Unidas para o Desenvolvimento Sustentável Rio20+, Felicio afirmou em entrevista para o Portal Terra que o aquecimento global é "história para boi dormir", que o protocolo de Kyoto "é uma grande besteira" e que Al Gore, o ex-vice-presidente americano autor do documentário "Uma Verdade Inconveniente" sobre os perigos da elevação das temperaturas no planeta, não passa de um "sem-vergonha". Na mesma entrevista alega que o filme e o livro foram proibidos no Reino Unido pela Alta Corte Britânica. Ao contrário, o governo do Reino Unindo distribuiu o documentário em todas as escolas públicas.
Em palestra ministrada na USP, em 2011, afirmou que as questões ambientais são alvo de sensacionalismo e alarmismo. E, que esta é uma estratégia dos países desenvolvidos para impedir o desenvolvimento econômico dos países pobres, sob o pretexto da preservação do meio ambiente.
Felicio ganhou notoriedade e despertou polêmica em torno do tema das mudanças climáticas a partir de uma entrevista em que concedeu ao programa do Jô em 2012, na ocasião da realização da conferência Rio+20. Na entrevista, teceu críticas fortes à ciência do aquecimento global, afirmando que “o efeito estufa é a maior falácia científica que existe na história” e atribuiu a sua origem à pseudociência e a uma suposta conspiração entre técnicos militares que estavam subempregados com o fim da Guerra Fria. Contudo, não tem sido o único no Brasil a fazê-lo de forma pública, a exemplo dos também professores e pesquisadores José Bueno Conti, José Carlos Parente de Oliveira, Luiz Carlos Molion, entre outros.
Em artigo, publicado em 2014 pelo jornal Ciência e Natura da Universidade Federal de Santa Maria, afirmou:
"Sobre o IPCC, desde a sua fundação, foi a comissão da ONU que mais apresentou evasão de cientistas. Só em 2008, 650 saíram de lá, brigando e denunciando todas as coisas que aconteciam, desde censuras de seus comentários até alteração de textos revisados. A maioria agora é dissidente e combate a ideologia desta comissão. Temos até mesmo o NIPCC (Painel Não Governamental Internacional sobre Mudanças Climáticas), com fortes correntes no Canadá, Japão e Estados Unidos e que é muito divulgada no exterior, mas nem um pouco aqui no Brasil, cuja censura pela imprensa a estas informações chega a 97%. Não foi à toa que o IPCC veio recrutar gente do mundo subdesenvolvido.
Por conta de seus trabalhos e posicionamentos em torno da temática das mudanças climáticas, Felicio alegou numa entrevista que vem sofrendo cerceamento de seu trabalho e perseguições veladas, por exemplo, no embaraço a realização ou publicação de trabalhos, impedimento na progressão da carreira de docente, inclusive com corte em 85% de seu salário. Alegou também que, embora existam céticos da tese das mudanças climáticas espalhados por todas as universidades e instituições, estes se mantém reservados e relutam a expor os seus posicionamentos pelos riscos de perder o emprego e financiamentos para pesquisas futuras e de terem sua credibilidade questionada, a exemplo de sua própria situação.
Ricardo Felicio é simpático à restauração do regime monárquico no Brasil. Em suas redes sociais tem feito referenciais positivas às teses defendidas por Dom Bertrand, que é o porta voz do movimento monárquico brasileiro e trineto de Dom Pedro II.

#### Críticas à pandemia de COVID-19
Em 2021, Felicio publicou um vídeo na plataforma Rumble, ele chamou a pandemia de COVID-19 de "fraudemia" e as vacinas de "remedinhos experimentais". Ele também classificou como "ridículo" um relatório do IPCC, e disse ser indiscutível a influência da atividade humana sobre as mudanças climáticas globais. Ele ainda foi acusado por diversos alunos por não ter dado aulas após o início da pandemia, mesmo com a alteração da USP para continuar com os cronogramas através do ensino remoto.  Em novembro de 2021, A juíza Daniela Dejuste de Paula, da 29ª Vara Cível de São Paulo, negou pedido de Felício para obrigar o YouTube a republicar dois vídeos de seu canal contra o uso de máscaras e de vacinas da covid. A plataforma havia apagado ambos os vídeos devido ao não cumprimento da política de uso da plataforma.

## Críticas
As polêmicas que desperta se devem ao fato de que para a comunidade científica os argumentos que ele defende não refletem ou distorcem os dados coletados em múltiplas pesquisas, contradizem leis básicas da física e são uma expressão do movimento de negacionismo climático, considerado uma pseudociência e um conjunto de ideologias e crenças que se opõem ao conhecimento estabelecido pelo consenso dos especialistas nas ciências do clima. Desde 1976 a temperatura média da Terra está acima da média esperada, oito dos nove anos mais quentes já registrados ocorreram após 2000, e segundo a Organização Meteorológica Mundial, em 2020 o mundo completou a década mais quente desde o início dos registros.

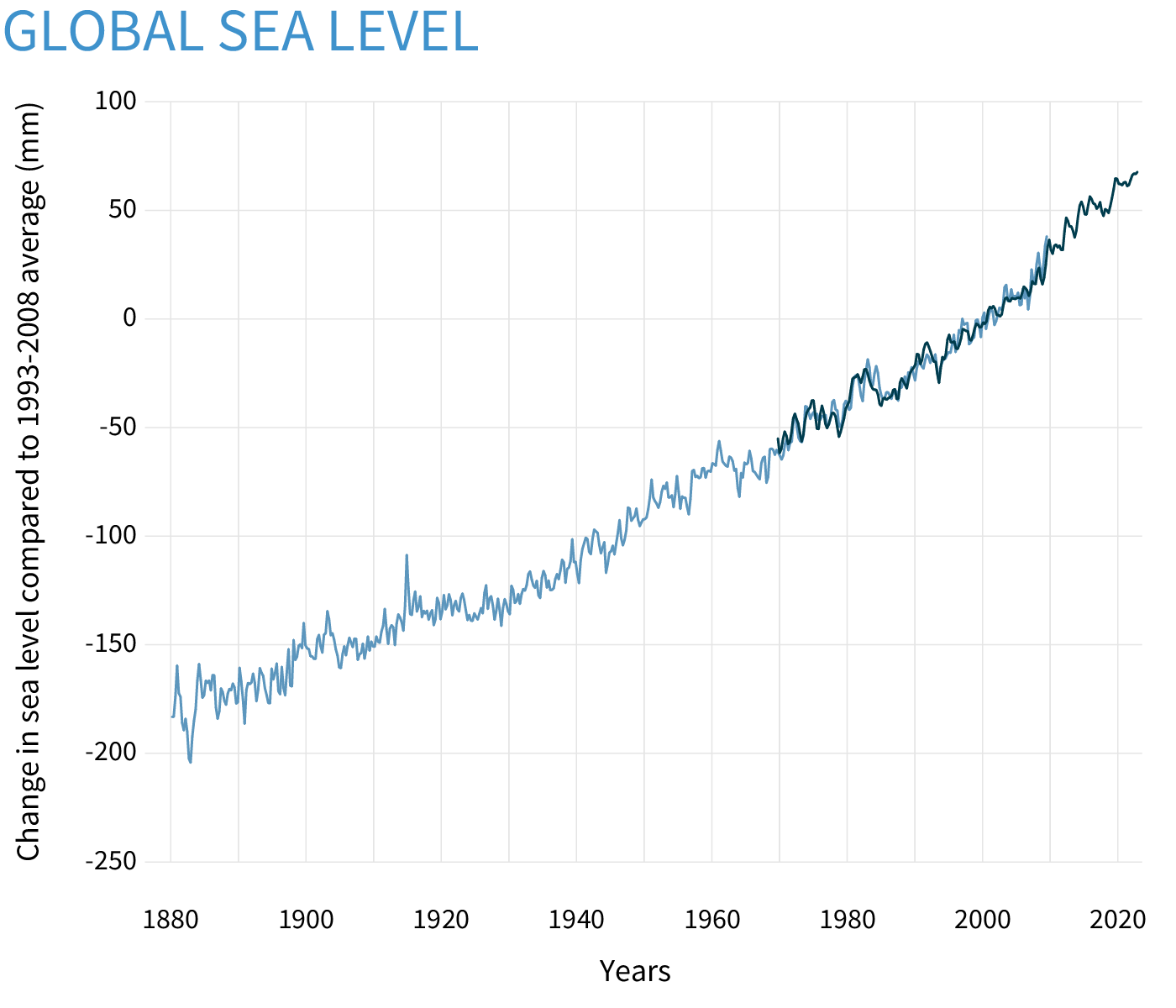
Elevação do nível do mar devido ao aquecimento entre 1880 e 2020

Mais de 97% dos climatologistas do mundo que publicam trabalhos em revistas especializadas concordam que o aquecimento global existe e é largamente causado pelo homem. Por conta desse esmagador consenso, o discurso de Felicio, um dos principais negacionistas do Brasil, foi contestado por várias autoridades científicas brasileiras especializadas em temas da climatologia e da mudança climática. Durante uma entrevista concedida ao apresentador Jô Soares, apresentou afirmações como: “não há elevação do nível do mar”, “o efeito estufa não existe”, “a camada de ozônio não existe”, “a Floresta Amazônica se reconstituiria em 20 anos após ser desmatada”, que provocaram muitos risos do público presente. Alexandre Araújo Costa, professor da Universidade Estadual do Ceará e membro do Painel Brasileiro de Mudanças Climáticas,Ver nota: comentou que tais afirmações são absurdas que não fazem sentido científico algum.
Carlos Augusto Klink, ex-secretário-executivo do Ministério do Meio Ambiente, ao responder a uma petição assinada por Felicio e um grupo de 18 cientistas clamando por uma reorientação da política brasileira quanto ao tema, refutou os argumentos do grupo e afirmou que o país reconhece o consenso científico, permanecendo alinhado à comunidade internacional como signatário da Convenção do Clima. Também rejeitaram o posicionamento negacionista Tércio Ambrizzi, um dos mais renomados meteorologistas brasileiros e membro do Painel Intergovernamental de Mudanças Climáticas (IPCC),Ver nota: e Paulo Artaxo, coordenador da FAPESP em pesquisa sobre mudanças climáticas e também membro do IPCC, que contestou Felicio em debate realizado na reunião anual da SBPC de 2010. Para outro secretário do Ministério do Meio Ambiente, Eduardo Assad, um dos coordenadores do maior estudo feito no País sobre o impacto do aquecimento global para a agricultura, "esses céticos da USP têm pouca credibilidade e têm produtividade baixa"; opinião que coincide com o resultado de um trabalho do pesquisador Andre Bailão, que em uma revisão do assunto disse: "Em conjunto com os comentários que obtive em minha etnografia entre cientistas das mudanças climáticas na USP e no Inpe, a opinião geral é que o grupo dos céticos se trata de uma minoria com pouca credibilidade e baixa produtividade, que não produz em revistas científicas e o que eles dizem tem pouca base física".
Para Alexandre Costa, o trabalho acadêmico de Felicio é uma farsa, e questionou "como alguém seria capaz de, na posição de doutor em geografia, professor da USP e 'climatologista', assassinar não apenas o conhecimento científico recente, mas leis básicas da física, conhecimentos fundamentais de química, ecologia, etc.? O que levaria alguém a insultar de forma tão grosseira a comunidade acadêmica brasileira e internacional, principalmente a nós, cientistas do clima?" O negacionismo climático tem sido considerado um importante fator de confusão da opinião pública e de atraso na tomada de medidas de combate ao aquecimento global. Neste sentido, Philip Fearnside, pesquisador titular do Instituto Nacional de Pesquisas da Amazônia, identificado pelo projeto Essencial Science Indicators como o segundo mais citado cientista no mundo na área de aquecimento global, declarou que a entrevista de Felicio no programa de Jô Soares "sem dúvida, foi a mais danosa para o entendimento público no Brasil, devido ao grande alcance da mídia televisiva. O entrevistado declarou que 'o efeito estufa é a maior falácia científica que existe na história', que atribuiu a uma conspiração entre técnicos militares que estavam subempregados após a Guerra Fria. Quem não conhecia o assunto por outros meios teria tido pouca ideia das dezenas de milhares de trabalhos científicos que documentam o consenso representado pelos relatórios do IPCC de que o aquecimento adicional nos últimos anos é real, é causado pela ação humana, e terá impactos negativos gravíssimos se não for contido rapidamente".

## Publicações
- Felicio, Ricardo Augusto (2014). A Geopolítica do Ozônio. São Paulo: Independente. ISBN 9788591472239
- Felicio e Oliveira (2012). Meteorologia para montanhismo. São Paulo: [s.n.] ISBN 9788591472222